# Eppenhöning
Eppenhöning ist ein Gemeindeteil der Stadt Dorfen im oberbayerischen Landkreis Erding.

## Lage
Der Weiler Eppenhöning liegt in der Luftlinie drei Kilometer südöstlich von Dorfen zwischen der Bahnstrecke München–Simbach und der Autobahn A 94, etwa 800 Meter nördlich des Rastplatzes Fürthholz-Nord.

## Bevölkerungsentwicklung
Um 1871 gab es in Eppenhöning 20 Einwohner. Die Bevölkerung stieg in der Nachkriegszeit des Zweiten Weltkriegs um 1950 auf 34 Einwohner. Im Mai 1987 lebten dort neun Einwohner in drei Wohngebäuden.
| Jahr      | 1871 | 1925 | 1950 | 1970 | 1987 |
| Einwohner | 20   | 27   | 34   | 11   | 9    |

## Rettungspunkt
Bei der Bushaltestelle Abzweigung Eppenhöning an der Staatsstraße St 2084 bei Wampeltsham liegt der Rettungspunkt-Nr. ED-2023 (Gauß-Krüger-Koordinaten 4513877,68041992 – 5347367,09802246 ). Die offizielle Anfahrtsbeschreibung lautet: „Von Dorfen auf der St 2084 Richtung Schwindkirchen bis zur Bushaltestelle Abzweigung Eppenhöning fahren (Waldanfang links).“ Er beschreibt eine definierte Anfahrtsstelle für Rettungsfahrzeuge, damit diese in Notfällen schneller an den richtigen Ort geleitet werden können.